# Phthitia notthomasi
Phthitia notthomasi är en tvåvingeart som beskrevs av Marshall 1992. Phthitia notthomasi ingår i släktet Phthitia och familjen hoppflugor. Inga underarter finns listade i Catalogue of Life.